# كلية لام واه للتمريض
كلية لام واه للتمريض هي كلية خاصة تقع في جورج تاون، بينانق، التابعة لمستشفى لام واه. وهي أول كلية خاصة للتمريض في المنطقة الشمالية من شبه الجزيرة الماليزية.
مدة الدراسة فيها ثلاث سنوات وتُعطي شهادة دبلوم في التمريض معتمدة من قبل الوكالة الماليزية للمؤهلات المهنية، وهي وكالة معترف بها من قبل مجلس التمريض ووزارة الصحة الماليزية.[بحاجة لمصدر]

## التاريخ
بدأت الكلية بالتدريس في عام 1986.